# Élections municipales islandaises de 2022
Les élections municipales islandaises de 2022 se déroulent le 14 mai 2022 afin de renouveler pour quatre ans les membres des conseils municipaux de l'Islande.

## Résultats
| Partis | Partis                               | Sièges | +/− |
| ------ | ------------------------------------ | ------ | --- |
|        | Parti de l'indépendance (D)          | 110    | 6   |
|        | Parti du progrès (B)                 | 67     | 22  |
|        | L'Alliance (S)                       | 26     | 3   |
|        | Mouvement des verts et de gauche (V) | 9      | 1   |
|        | Parti du centre (M)                  | 5      | 4   |
|        | Parti de la réforme (C)              | 5      | 1   |
|        | Parti pirate (P)                     | 4      | 1   |
|        | Parti du peuple (F)                  | 2      | 1   |
|        | Parti socialiste islandais (J)       | 2      | 1   |
|        | Autres listes                        | 165    | 33  |
|        | Votes lors d'élections publiques     | 69     | 13  |
|        | Total                                | 470    | 32  |

## Analyse
Au niveau national, le Parti du Progrès a gagné le plus de représentants dans les gouvernements locaux, tandis que le Parti de l'indépendance en a perdu le plus. Relativement parlant, le Parti du Centre a perdu la plupart des représentants des gouvernements locaux, incluant tous les représentants qu'il avait dans les gouvernements locaux de la région de la capitale.
Après l'élection, il y a eu des discussions sur l'attribution des sièges dans les conseils locaux, mais la règle D'Hondt est utilisée pour cette attribution, mais cette règle est considérée comme favorisant les plus grands candidats au détriment des plus petits, en particulier lors du vote pour un petit nombre de places. Ainsi, il a attiré l'attention sur le fait que le Parti de l'indépendance a reçu 7 représentants sur 11 au conseil municipal de Garðabær malgré l'obtention d'une minorité de voix. Le Parti de l'indépendance a également obtenu une nette majorité à Árborg malgré une minorité de votes valides, et il en va de même pour le Parti du Progrès à Borgarbyggð et l'Í-listin à Ísafjarðarbær. Il a été souligné que la règle de Sainte-Laguë réduit cet avantage des grands partis, mais que ce mode de répartition peut (s'il est utilisé tel quel) cependant conduire à ce que la candidature à la majorité des suffrages n'obtienne pas la majorité des sièges au sein du gouvernement local .